# Baeotis hisbon
Baeotis hisbon is een vlindersoort uit de familie van de prachtvlinders (Riodinidae), onderfamilie Riodininae.
Baeotis hisbon werd in 1775 beschreven door Cramer.